# David Ortega
Pour les articles homonymes, voir Ortega.
David Ortega Pitarch, né le 20 juillet 1979 à Castelló de la Plana, est un nageur espagnol.

## Palmarès

### Championnats d'Europe
- Championnats d'Europe 2004 à Madrid
  -  Médaille de bronze du 50 mètres dos
- Championnats d'Europe 2000 à Helsinki
  -  Médaille d'or du 100 mètres dos
  -  Médaille de bronze du 50 mètres dos

### Jeux méditerranéens
- Jeux méditerranéens de 2005 à Almería
  -  Médaille d'argent du 50 mètres dos
  -  Médaille d'argent du 4 × 100 m quatre nages
  -  Médaille de bronze du 200 mètres dos
- Jeux méditerranéens de 1997 à Bari
  -  Médaille de bronze du 4 × 100 m quatre nages